# Врутци (Соколац)
Врутци су насељено мјесто у општини Соколац, Република Српска, БиХ. Према попису становништва из 1991. у насељу је живјело 74 становника.

## Становништво
| Демографија | Демографија | Демографија |
| Година      | Становника  | Становника  |
| ----------- | ----------- | ----------- |
| 1961.       | 123         |             |
| 1971.       | 118         |             |
| 1981.       | 111         |             |
| 1991.       | 74          |             |
| 2013.       | 21          |             |